# 法国交通发展集团

舊法國交通發展集團 (2011年前)

威立雅運輸集團 (2011年前)

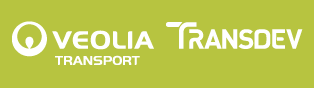
威立雅－交通發展集團 (2011年至2013年)

法國交通發展集團（Transdev）是歐洲最大的交通運輸業者，總部位於法國巴黎。其前身是威立雅－交通發展集團 (Veolia Transdev)，是在2011年由法國兩間交通運輸業者威立雅運輸集團 (Veolia Transport)和舊法國交通發展集團合併組成的。
威立雅運輸集團是威立雅環境 （Veolia Environnement）的部屬公司的原名是CGEA Transport，1997年成立，當時是通用水務公司（Compagnie Générale des Eaux）的部屬公司(現時已分為威望迪與威立雅環境)。公司之後再1999年改名為Connex。Connex最終在2005年改名為威立雅運輸集團。
舊法國交通發展集團是由法國存托银行1955年創辦的。2011年3月份，舊法國交通發展集團與威立雅運輸集團合併，成為威立雅－交通發展集團。2013年，威立雅把合資公司的百分之十股份賣給法國存托银行，而且在2013年合資公司改名回法國交通發展集團，但是這間合資公司與舊的法國交通發展集團是不同間公司。2016年，威立雅把合資公司的百分之二十股份賣給法國存托银行。　因此，威立雅環境只擁有30%的股份，而法國存托银行則擁有70%的股份。目前，Transdev由法国存託銀行(66%)和德国RETHMANN集团(34%)共同持有。
法國交通發展集團在全球各地有不同的道路和鐵路業務，現有職員83,000人，為19個國家提供服務，可分為7個地區：
- 法國
- 比利時，荷蘭，盧森堡
- 北美洲：亞特蘭大，奧斯汀，巴爾的摩，波士頓，丹佛，拉斯維加斯，洛杉磯，邁阿密，新奧爾良，菲尼克斯，匹茲堡，羅利，薩克拉門托，圣迭戈和大多倫多地區（約克區）
- 德國，中歐
- 英國，北歐 (芬蘭，愛爾蘭，瑞典)
- 亞洲，大洋洲（孟買，首爾，南京，淮南，香港，悉尼，墨爾本，布里斯班，珀斯，奧克蘭）
- 南歐洲，其他國家：波哥大，聖地亞哥

## 東亞
東亞的業務是由法國交通發展集團與巴黎大眾運輸公司(RATP Dev)合資的公司巴黎地铁交通发展亚洲有限公司(RATP Dev Transport Asia，簡稱RDTA)營辦的。
中國大陸
- 淮北：營運巴士網絡
- 淮南：營運巴士網絡
- 南京：与南京中北联营位于浦口區和六合區兩個巴士網絡。因南京市政府公交政策改变，南京中北与2013年底之前全部并入南京公交集团。主城区公交并入南京公交集团江南公交第一巴士公司。浦口區和六合區并入南京公交集团扬子浦口客运公司及六合客运公司
- 馬鞍山市：營運巴士網絡。2014年10月18日被马鞍山市政府回购，马鞍山公交集团成立，合资公司的运营结束。
- 安庆市：与南京中北联营的形式營運。
- 徐州市：与南京中北联营的形式營運。
- 沈阳市: 於2013年開始，營運沈阳有轨电车。原定与沈阳浑南现代有轨电车公司设合资公司运营，但2013年运作时改为沈阳方面自营，该公司退出运营。

香港
- 香港島：於2009年4月7日收購香港電車一半股權，並且負責日常營運，於2010年2月17日全資擁有。

澳門
- 澳門：與澳門殷理基合資成立維澳蓮運公共運輸股份有限公司，成功競投澳門巴士服務，將於2011年8月營運當地43%的巴士路線，最終於2014年7月1日正式結業。

印度
- 孟買：於2006年開始，建造孟買地鐵首條路線，到Versova-Andheri-Ghatkopar的東西走廊，將於2010年完成。

韓國
- 首爾：於2009年開始營運首爾地鐵9號線，已轉售。

菲律宾
- 马尼拉: 马尼拉轻轨，於2009年開始營運

## 大洋洲

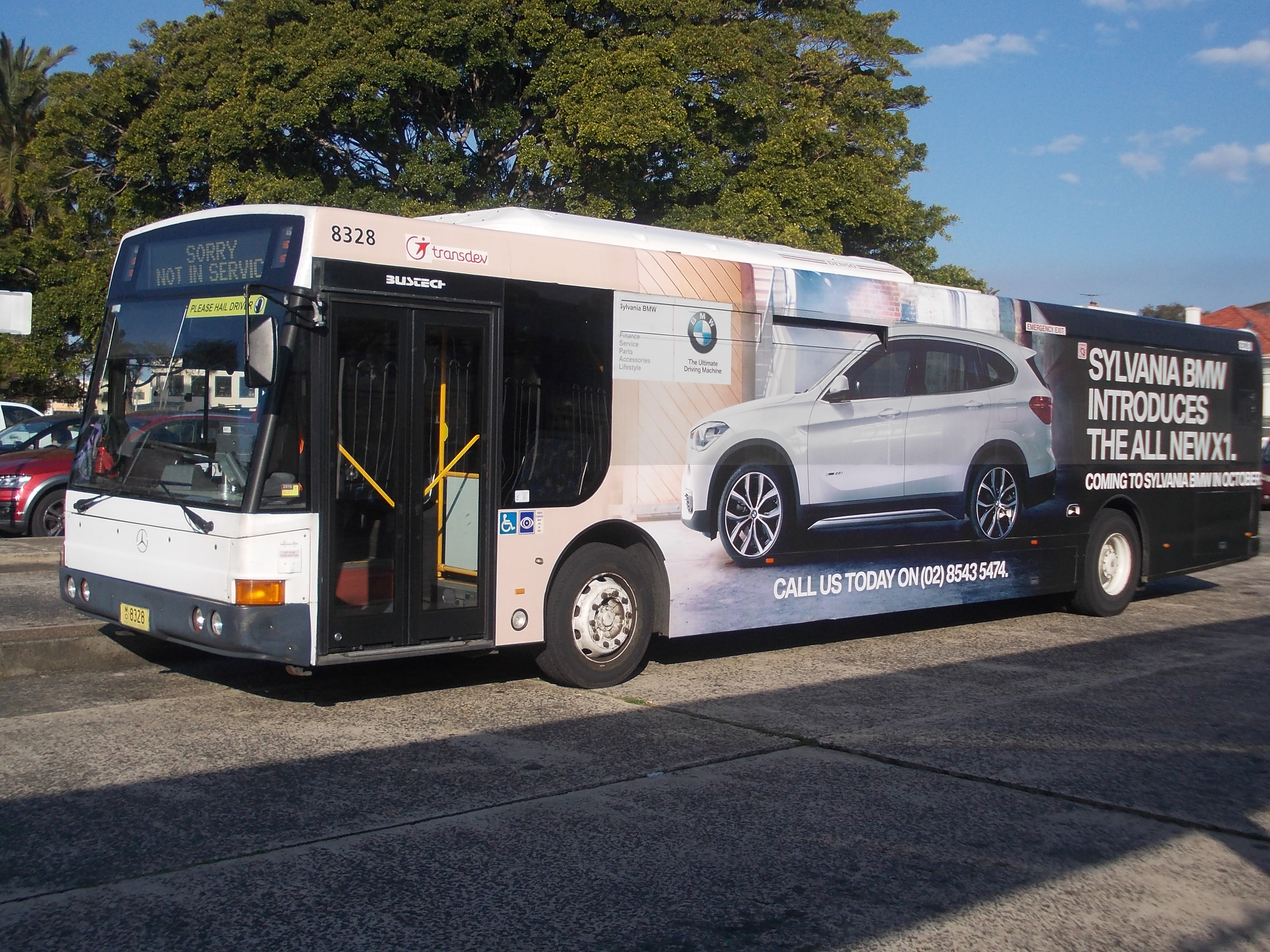
一輛悉尼Transdev NSW 的巴士

澳大利亞與新西蘭的業務是由法國交通發展集團（澳亞區）管理的。
澳大利亞
- 悉尼: 
  - Transdev Sydney營運悉尼輕軌
  - Transdev NSW（英语：Transdev NSW）營運悉尼巴士網絡（英语：Buses in Sydney）
  - Harbour City Ferries營運悉尼渡輪
- 布里斯班: 營運布里斯班巴士網絡（英语：Transdev Queensland）
- 珀斯: 營運珀斯巴士網絡（英语：Transdev WA）

新西蘭
- 威靈頓: 與現代Rotem聯營威靈頓火車（英语：Transdev Wellington）[5]

## 事故记录
- 德国时间2016年2月9日早晨6点40分左右，由法国交通发展集团运营的两列火车在德国巴伐利亚州巴特艾布灵镇（Bad Aibling）相撞，导致包括火车司机在内的多人死亡，超过80名乘客受伤，其中18人伤势严重。

## 外部連結
1. ↑  . Transdev.   [2017年3月3日]. （原始内容存档于2017年12月14日）.
2. ↑  . Transdev.   [2016-01-06]. （原始内容存档于2014-02-23）.
3. ↑  . Transdev.   [2014-09-09]. （原始内容存档于2014-05-26）.
4. ↑  .   [25 December 2017]. 原始内容存档于December 25, 2017.
5. ↑  . Transdev Australasia.   [2016-01-06]. （原始内容存档于2016-01-26）.

- 法國交通發展集團 國際 （页面存档备份，存于）
- 法國交通發展集團 德國 （页面存档备份，存于）
- 法國交通發展集團 瑞典 （页面存档备份，存于）
- 法國交通發展集團 澳大利亞與新西蘭 （页面存档备份，存于）
- 法國交通發展集團 美國 （页面存档备份，存于）
- 法國交通發展集團 加拿大 （页面存档备份，存于）
- 法國交通發展集團 英國 （页面存档备份，存于）
- 法國交通發展集團 荷蘭 （页面存档备份，存于）